# Boeddhisme in Rusland

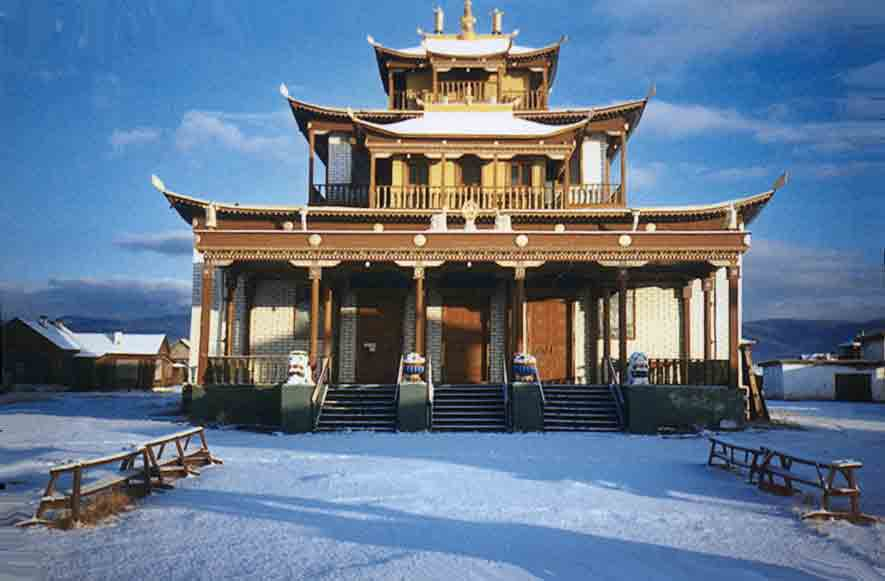
Datsan Ivolginski (Ivolga Klooster).

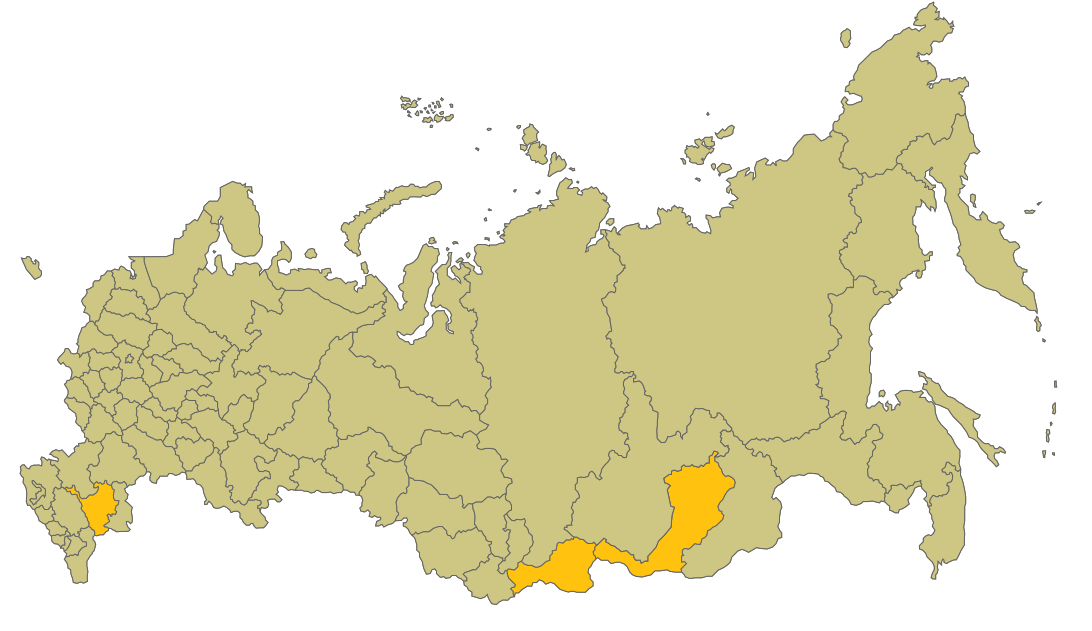
Gebieden in Rusland met een boeddhistische meerderheid.

Dit artikel gaat over de geschiedenis van het boeddhisme in Rusland.
Er zijn ongeveer 300.000 boeddhisten, 432 boeddhistische gemeenschappen en 16 datsans (kloosters) met 70 lama's in het Gemenebest van Onafhankelijke Staten. De meeste boeddhisten bevinden zich in Rusland, namelijk in de autonome republieken Boerjatië, Kalmukkië en Toeva, in Sint-Petersburg en in oblast Tsjita.
De hoogste autoriteit voor de boeddhisten is de Centrale Raad voor Boeddhisten in de datsan Ivolginski in Boerjatië. Aan het hoofd van de raad staat Bandido Chambo-Lama Moenko Tsybikov. Het hoofd wordt om de vier jaar gekozen.

## Geschiedenis
Mongoolse en Tibetaanse lama's vestigden zich halverwege de 17e eeuw aan de oostelijke kant van het Baikalmeer, waarvandaan een snelle verspreiding plaatsvond van het boeddhisme. Later die eeuw werd het de dominante religie in de regio Toeva. De Kalmukken of Kalmyken, die migreerden van China naar de lager gelegen gebieden van de Wolga, namen ook het boeddhisme mee. De Russische autoriteiten stonden aanvankelijk tolerant en respectvol tegenover het boeddhisme, maar probeerden wel de bevolking te bekeren tot de Russische orthodoxie en probeerden het boeddhisme te ontmoedigen. In de jaren 30 van de 20e eeuw werd het beleid echter sterk repressief en leden de boeddhisten meer dan welke religie dan ook in de Sovjet-Unie.
Vele waardevolle, historische en eeuwenoude kloosters en tempels, waarvan vele van top-architectuur waren, werden door het intolerante communisme vernietigd in een campagne die alle godsdienst moest uitbannen. Geen enkele tempel of klooster bleef over en duizenden lama's werden gemarteld en vaak geëxecuteerd of naar werkkampen gestuurd. Na de Tweede Wereldoorlog mocht het boeddhisme in zeer beperkte mate worden beleden, er werden twee tempels gebouwd en een paar monniken mochten weer hun werk verrichten. Dit gold echter niet voor Kalmukkië, waarvan de bevolking vanwege "collaboratie met de Duitsers" net als veel andere Kaukasische volkeren naar Siberië en Centraal-Azië werd verbannen. Zij mochten pas in 1957 weer terugkeren, maar geen religieuze gebouwen plaatsen of hun religie openbaar belijden. Eind jaren 80 maakte het boeddhisme als gevolg van de liberaliseringen van de perestrojka een renaissance mee; vrijheid van godsdienst werd weer ingevoerd; er werden weer kloosters geopend en spirituele literatuur en geschriften konden weer vrij worden gepubliceerd. Begin 1991 werd de eerste boeddhistische school weer geopend in Ivolginski Datsan.

### Huidige problemen
Huidige problemen zijn een enorm tekort aan lama's, ook al zijn er trainingen beschikbaar in Mongolië en Nepal. Ook de manier van leven is veranderd, veel lama's zijn getrouwd en hebben kinderen.
Een positieve ontwikkeling is niet-traditionele betrokkenheid van mensen op het gebied van boeddhistische activiteiten in de westelijke delen van Rusland. In Kalmukkië werd in 2005 de grootste boeddhistische tempel van Europa geopend: de Gouden Tempel.

## Wedergeboorte van het boeddhisme
Op 15 januari 1989 riepen de inwoners van Elista na lange tijd de wedergeboorte van de boeddhistische gemeenschap in Rusland uit. Mensen zaten in een biddende houding en uitten hun blijdschap en hadden tranen in hun ogen toen een grote groep lama's arriveerden uit het Boerjatische Ivolginsk Datsan en een ritueel begonnen tijdens de Kalmukkische feestdag, die ook wel bekendstaat als de choeral.
In 1991 werd de eerste boeddhistische school in Boerjatië geopend, met 60 leerlingen die niet alleen uit Boerjatië zelf kwamen, maar ook uit de republieken Kalmukkië en Toeva.
Het aantal lama's groeide weer, gemeenschappen werden opnieuw opgericht en het aantal aanhangers van het boeddhisme neemt nog steeds toe.

## Boeddhisme in het nieuwe Rusland
Om de traditie in ere te houden, worden er zes belangrijke religieuze feestdagen (choeralen) gevierd waarbij men diverse cadeaus meebrengt voor de lama's, waaronder ook geld en voedsel. De feesten worden op verschillende dagen in het jaar gevierd en bekende choeralen zijn o.a: Maidari, Gandun-Shunserme, Duyn-kho en Tsagaalgan. 
Tegenwoordig groeit het aantal aanhangers het snelst onder de studenten in de hoofdstad Moskou, waar boeddhistische wetenschapscentra, scholen en kloosters worden gesticht, voorlichting wordt gegeven en boeddhistische literatuur wordt gepubliceerd. Er worden ook rituelen gehouden en oproepen gedaan tot vrede, tolerantie en armoedebestrijding.